# Rigisamus
Rigisamus, auch Rigisamos, war in der Keltischen Mythologie eine Gottheit, die nach der Interpretatio Romana mit Mars gleichgesetzt wurde.

## Mythologie und Etymologie
Rigisamus wird in zwei Inschriften genannt, die eine in Bourges (Département Cher, Region Centre-Val de Loire in Frankreich), die andere in West Cocker (bei Yeovil, Distrikt South Somerset in England) zusammen mit einer Abbildung des Gottes und folgendem Text:
Deo Marti | Rigisamo | Iu(v)entius | Sabinus | v(otum) s(olvit) l(aetus) l(ibens) m(erito)
(„Juventius Sabinus erfüllte gerne und verdientermaßen das Gelübde für den Gott Mars Rigisamus“)
Der Name Rigisamus wird von einer rekonstruierten proto-Indoeuropäischen Wurzel *rīg („König“, „königlich“) und einer zweiten, *-samo, *samali („einzigartig“) hergeleitet. Rigisamus würde deshalb „der am meisten Königliche“, „König der Könige“ bedeuten. In direktem Zusammenhang damit stehen das irische Wort rí [R'iː] und das gallische rix [rīg-s] (beides bedeutet ebenfalls „König“).
Welche Eigenschaften von Mars dem Rigisamus zugeschrieben werden, ist nicht bekannt.